# 1917年俄国革命
1917年俄国革命（俄語：Смена власти в России в 1917—1918 годах）是指1917年在原俄罗斯帝国境内发生的一系列革命运动。在第一次世界大战中，俄罗斯帝国在军事上進退失據，在俄國政局不穩、民心越發不安之下，在3月（儒略历2月）的二月革命中，革命者推翻了羅曼諾夫王朝，建立俄國臨時政府。而其後在同年11月（儒略历10月）的十月革命中，布爾什維克則推翻了新建的臨時政府，建立蘇維埃俄國，並在1918年3月與交戰中的德意志帝國簽訂《布列斯特-立陶夫斯克條約》。十月革命後，擁護舊有帝政或臨時政府的白軍與蘇維埃工農紅軍對抗，非紅、非白的其他政治派系也乘機起兵，俄國內戰爆發；而俄羅斯皇帝專政的潰滅，亦促成舊帝國疆域內各民族的獨立運動。

## 背景
早於1905年便發生了第一次革命，起因是因為俄軍鎮壓一場要求改革社會與政治制度和平示威，引起民眾憤怒，並以一連串罷工行動回應，但最後失敗，但1905年革命是促成1917年革命的主要因素。
1917年初，俄國的革命時機便已成熟；它為社會帶來了轉變的契機、卻也帶來了極大的未知。窮困鄉下居民往來於農、工業環境間的情形日漸頻繁，甚至選擇遷居，使得都市勞動力持續壯大。中產階級的白領職員、商人與專業人士（包括後期的醫生、律師、導師、記者、工程師等等）地位逐漸提升。即使是貴族，也必須在此不斷變化的經濟制度中尋找新的生存之道。當代另有新階級興起（例如無產階級與資本家），這些階級又依身分地位的不同而有所差異。
俄國的社會群體或社會邊界變得越來越難清楚界定。不只族群以各種方式分裂，他們的定界也因遷移的農人、勞動知識分子、仕紳專家等而逐漸模糊。擴展的商業文化已使得人們的生活改觀，重建了物質生活的面貌（建築、店鋪、廣告、流行、時鐘與機械），並培育了新的物質欲望。
1917年，政治意識的蓬勃發展、革命思想的巨大影響力、及政府體制的軟弱與無能（其在參與一次大戰後更為衰弱），本應使俄羅斯皇帝尼古拉二世體認到致力於改革的必要性。事實上在1917年1月，喬治·布坎南爵士，英國駐俄國的使節，曾忠告皇帝「打破您與人民間的隔閡、重新取得他們的信任」。但尼古拉否絕了布坎南的建言。
許多俄國人民對皇帝尼古拉二世的獨裁及其政府的腐敗與過時聚怨已深。他們認為皇帝不理解俄國人民的需求與意願，而他們絕大多數是俄國惡劣的社會經濟條件的受害者。在社會方面，沙俄的農工業在其餘歐洲之後處境穩健，農人與勞工仍握有少量開創良好發展的機會。以經濟的角度而言，俄國的廣泛通膨與糧食短缺促進了革命的形成。在軍事上，軍糧、後勤與軍備的不足，使俄國在一次大戰期間蒙受慘重的損失；這更確信了俄國人民對尼古拉二世無能統治的觀點。最終，這些因素，伴隨著革命思想與運動的茁壯（特別是1905年血腥星期日大屠殺後之時），引發了俄國革命。

### 經濟與社會變遷
在許多農民的觀念中，財產所有的基本原理，便是土地應歸屬於那些耕耘它的人。然而，與此同時，農民生活與文化正在不斷的改變。改變是由鄉下農民轉行工業、遷居都市的人數的自然成長所促成的，但城市文化藉由物質生活的改善、生存壓力與口耳相傳而引進農村，也在其中起了不可忽略的作用。
農工們也有感到不平的正當理由：擁擠的住宅、附加惡劣的衛生條件，工時超長（戰爭前夕，每週平均工作六天、每日工作十小時，1916年更是每天工作11–12小時），因安全與衛生條件貧乏而恆有的傷亡風險，苛刻的紀律（不只是規則與懲罰，還有領班的拳頭），以及過低的工資（在1914年後因戰時生活支出急劇提高而更加嚴重）。反之，都市的工業生活滿是利益，儘管，就社會與政治穩定性觀點而言，都市生活可能會與鄉下的艱苦一樣危險。然而，農工們擁有強烈的期許著能過更好生活的欲望。新謀生能力的獲得，給了農工們自尊與信心，並創造了更多的希望與渴望。在城市，農工們體驗到了他們在鄉下從未見過的物質生活。最重要的是，在城市，他們能接觸到社會與政治結構的新穎概念。
引發俄國革命的社會因素，主要源自帝國政權對下層社會數世紀的壓迫，及尼古拉二世在第一次世界大戰的失敗。1861年，鄉下農民從農奴制的枷鎖中解脫後，他們仍對向國家繳納贖金感到憤憤不平，並堅決要求他們所耕種的土地建立共有投標制度。問題在謝爾蓋·維特1890年代初期的土地改革失利後又進一步的惡化。農民騷亂、甚至是叛亂的發生越來越頻繁，目的是取得自己耕作的土地的所有權。俄國主要是由貧困的農民組成，其佔有1.5%的人口、25%的土地。
俄國的迅速工業化也導致都市人口過密、環境擁擠及工人的工作環境、條件惡劣（如前述）。1890年至1910年間，首都聖彼得堡的人口從1,033,600急速上升至1,905,600，而莫斯科的人口成長速度也不惶多讓。這創造了一種新的「無產階級」，肇因城市生活環境的擁擠，其比先前的農民階級更傾向採取抗爭與罷工。1904年的一次普查，結果顯示在聖彼得堡平均十六人共住一間公寓，每房六人。其住所沒有自來水，而成堆的人造垃圾也對工作者造成健康上的威脅。惡劣的條件只導致一次大戰前，情勢惡化、罷工及動亂事件急速成長。
一次大戰只加重了紊亂程度。徵兵在全俄民間掀起了一陣不情願。工廠生產戰爭物資與工人的龐大需求，引起更多的勞工暴動與罷工。徵兵奪去了城市裡熟練的工人，以拙劣的農民取代，接著饑荒因粗劣的鐵路系統而襲來時，工人們不顧工廠，成群奔離城市、希望覓得溫飽。最終，缺乏裝備及環境保護的軍人，也轉而敵視皇帝。這主要是因為，當戰爭持續擴大時，許多忠於皇帝的官員被殺害，並由來自主要城市的應徵入伍者繼任，其對皇帝僅抱有微小的忠誠。

## 第一次世界大戰
1914年8月第一次世界大戰爆發，起初平息了當時盛行的社會性與政治性抗議，將焦點轉移至對抗共同的外敵。但愛國團結情操並沒有持續太久，當戰爭情勢被迫膠著時，厭戰情緒便逐漸侵蝕人心。然而，更重要的，還是更深層的脆弱：儘管許多俄羅斯平民在戰爭初期的幾周內便加入了反德示威遊行，但最普遍的反應仍是導向懷疑論與宿命論。對皇帝尼古拉二世敵意以及保衛家園與生命的渴望，不全然轉化為對皇帝或政府的狂熱。
俄羅斯在第一次世界大戰中的首場大型戰役是場災難：1914年8月中至9月初的坦能堡會戰中，超過三萬名俄羅斯士兵傷亡，九萬名被俘；而德軍方面則僅有二萬人傷亡。然而，與德國同盟的奧匈帝國軍隊年底在加利西亞地區遭到重創擊退。1915年秋季，尼古拉接管了軍隊的直接統領權，親自監督俄羅斯的戰區，並委託他野心勃勃但無法勝任的妻子亞歷山德拉皇后負責管理政府。帝國政府腐敗與無能的徵兆開始浮現，而被視為腐敗的顛僧格里高利·拉斯普丁在皇室間漸增的影響力，也廣泛引起人民的憤慨。在修正主義歷史學家林奇（其著重於人民的角色）的眼中，拉斯普丁是帝國政權的「致命疾病」。
1915年，事情在德國轉移焦點。強攻東部戰線後，有了關鍵性的惡化。優秀的德軍——其受較好的指揮、訓練、供給——驚人成功地對抗裝備不良的俄羅斯軍隊，將俄軍逐出加利西亞，俄屬波蘭也在哥利治-塔諾夫進攻會戰退敗。1916年10月底，俄羅斯失去了160萬至180萬名士兵，加上200萬人被俘、100萬人失蹤，加起來總共損失了近500萬名戰力。
龐大的戰力損失在即將發生的叛亂中扮演了確切的角色，1916年並傳出與敵軍友好的傳聞。士兵受到飢餓，而且缺少鞋子、軍用品，甚至武器也出現短缺。蔓生的不滿減低了士氣，並在一連串的戰敗中不斷地被侵蝕着。
傷亡率是這場災難最清楚的記號。早在1914年底，戰爭只持續了五個月，就已有約39萬俄羅斯人喪生，100萬人受傷。遠比預期來的快。幾乎沒有受訓過的新兵必需被召集為現役，整個戰爭中不斷重複發生這種狀況；同時龐大的戰力損失持續向上累積。軍官階級也目睹了不尋常的人員更換率，尤其是在較低的階層間，迅速填滿了剛入伍的士兵。這些士兵通常出身農民或工人背景，在1917年的軍隊政治化中扮演了重大的角色。
大量軍人戰死沙場，不僅造失兵員不足，軍隊也很快的陷入了步槍與彈藥的短缺（還有軍服及糧食）。到了1915年中期，甚至連少了手臂的士兵也都被送到前線。有著明顯充足理由，士兵並沒有感覺得到人類般的對待，而是為了完成強大目標的俎上肉。
1915年春季，俄軍持續撤退，但並非是總是順利的；擅離職守、劫掠與無秩序的逃亡已司空見慣。然而到了1916年，各方面情勢出現了改善。俄羅斯軍隊停止撤退，甚至在那年發動了幾次小幅成功的進攻，雖然損失了不少的士兵。而且，資源短缺的問題在提高國內生產後，也已廣泛獲得解決。儘管如此，在1916年底士氣仍遠比1915年大撤退時低落。戰爭的時運或許已逆轉，但戰爭的存在，仍使軍力與條條生命持續枯竭、流失。這個國家的個人和家庭，仍承受著無法逃避的專制與苛重。士氣的危機（為阿倫·懷德曼，一位俄羅斯戰爭與革命時期的主要軍事歷史學家的主張）「深深紮根於對屠殺永不停息及達成任何勝利的事，徹底絕望的情緒。」
受戰爭所蹂躪的不只是士兵。1915年底，開始浮現了各式各樣的徵兆，顯示經濟在戰時需求的沉重負擔下已逼近崩潰。核心問題是食物短缺與物價上漲。通貨膨脹以驚人的速度擊垮了實際收入，短缺使得人民即使負擔得起，也難以購買到必需品。短缺問題在首都彼得格勒（原聖彼得堡市）尤其嚴重，供應的距離與粗劣的運輸網絡讓情況格外惡劣。商店早早打烊，或完全沒有麵包、砂糖、肉或其他食品的庫存，等待的人潮隊伍持續延長。買得起或實際買到食物的困難度也日益提高。
一如預期，1915年中期罷工仍持續增加，犯罪率亦同；然而，人們多半只是忍耐——為了溫飽而繼續在城市裡奮鬥——彼得格勒工人階級的婦女們據傳每周花四十小時在維持生計——乞討、淪落賣淫或犯罪、拆除木籬笆供火爐燃燒以取暖、埋怨富人，並想知道這一切何時、如何才會落幕。
對社會治安負責任的政府官員憂心人民的耐心還能維持多久。彼得格勒的秘密警察奧克瑞那分部，於1916年10月發出通知，直接警告「國內的下層社會對沉重日常生計負荷的憤怒，短期內可能導致暴動。」
尼古拉因這些危機而受譴責，而他的小小支持也開始瓦解。當怨聲四起，帝國杜馬於1916年11月向尼古拉提出了警告。它聲明：除非立憲政府上台，否則無可避免的，一場災難將緊咬住國家命脈。然而，尼古拉典型的選擇置之不理，俄羅斯的專制制度遂於數個月後的1917年二月革命中崩塌。一年後，末代皇帝尼古拉二世與他整個家族被處死。最終，尼古拉的無能治國與戰爭，摧毀了俄羅斯君主專制制度，並以他付出統治權與生命的代價作為終結。

### 1914-1916年表
1914年
- 7月30日：成立了解放傷兵的全俄地方自治組織聯盟，並選李沃夫為會長。
- 8–11月：俄羅斯大敗，糧食、軍需品等補給嚴重短缺，但仍謹守奧地利佳里西亞。
- 8月3日：德國向俄國宣戰，在俄國國民與低迷的士氣間掀起了短暫的愛國潮。
- 8月18日：聖彼得堡改名為彼得格勒，「類德國」名稱被撤換，以聽起來更像俄國名詞、由此更愛國。
- 11月5日：杜馬的布爾什維克黨員被捕；他們後來被審判、放逐至西伯利亞。

1915年
- 2月19日：英國與法國承認俄羅斯對伊斯坦堡及其他土耳其領土的所有權。
- 6月5日：罷工者於科斯特羅馬遭槍擊；傷亡。
- 7月9日：大撤退開始，俄國軍隊徹底撤離加里西亞與俄屬波蘭，回到俄國。
- 8月9日：杜馬的中產階級黨派組織了「進步集團」以推派更好的政府與改革；包括憲政民主黨、十月黨人組織及民族主義者。
- 8月10日：罷工者於伊萬諾沃-馮茲內森斯克遭槍擊；傷亡。
- 8月17–19日：罷工者於彼得格勒抗議先前在伊萬諾沃-馮茲內森斯克的傷亡。
- 8月23日：對戰爭失利及帶有敵意的杜馬作出反應，皇帝自命為軍隊總司令，命令杜馬休會，並移至位於莫吉廖夫的軍事總部。中央政府停止運行。

1916年
- 1–12月：即使順利發動勃魯西洛夫攻勢，俄國的戰爭過程仍充斥著短缺、劣等兵團、死傷與逃亡。遠離前線，戰爭招來飢餓、通貨膨脹與難民潮。士兵與人民皆歸咎於皇帝與其政府的無能。
- 2月6日：杜馬復會。
- 2月29日：在普提洛夫工廠一個月的罷工後，政府另徵募工人並接管生產。抗議與罷工持續進行。
- 6月20日：杜馬休會。
- 10月：181號軍團的兵力投入罷工，協助俄國雷諾的工人對抗警力
- 11月1日：米諾可夫於復會的杜馬發表演說「這是愚蠢還是謀叛？」。
- 12月29日：拉斯普京被李沃夫殺害。
- 12月30日：皇帝遭到警告，指他的軍隊不會協助他對抗革命。

## 二月革命

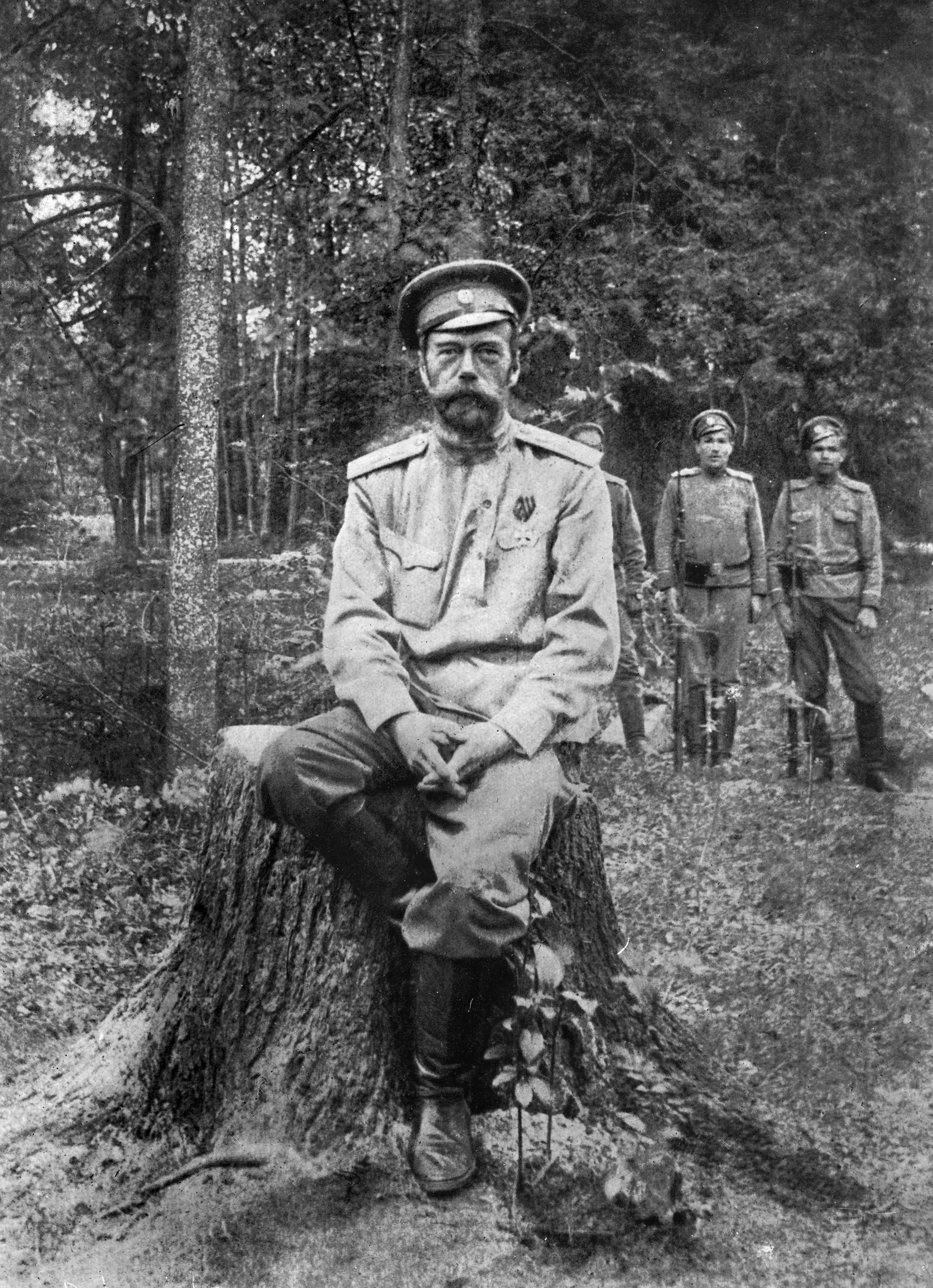
尼古拉二世，1917年3月，在革命引起退位後不久。

二月革命在沒有明確領導人及正式計畫的情況下突然爆發，原因或許是俄羅斯人已經對現行的體制感到厭倦。首都彼得格勒成了關注的焦點，而1917年2月23日（3月8日），排隊領取食物的人們突然發起一場示威抗議。很快的上千名紡織女工走出工廠、加入他們——部分為慶祝國際婦女節，但主要為了抗議麵包的嚴重短缺。早先已有一大批人馬發動罷工，婦女們停在所有營運中的工廠，召集工人們停下工作、加入示威遊行。群眾走過街頭，呼喊著「麵包！」、「給我們麵包！」。接下來的二天，罷工得到上百名社會主義激進者的鼓舞，蔓延至全首都的工廠和商店。到了2月25日，幾乎所有彼得格勒的工業廠房，連同商業及服務業者，皆已停工。學生、白領階級與教師加入街頭，及當時仍在運作的杜馬的公共會議，自由主義者與社會主義者的代表到此解決一個潛在的大難題。他們激烈的斥責現政府，並要求負責任的內閣。杜馬，其主要由中產階級所組成，為了防止革命發生，決議迫使皇帝尼古拉二世退位。
2月25日的星期六傍晚，警方已無法控制情勢時，尼古拉二世，其拒絕聽從關於事情嚴重性的警告，向彼得格勒軍區首長，塞蓋·哈巴洛夫將軍，發出致命的電報：「我命令你於明天中止首都的混亂，其在與德、奧相戰的艱難時刻令人無法接受的。」大部分的士兵在26日遵從命令，但叛變，其通常由較低階的軍官所領導，在一夜之間迅速蔓延。27日早晨，街頭的工人，其中許多當時已武裝，有了士兵的加入，而士兵是受政府所派遣、為平息暴動而前往。然而，士兵當中許多皆選擇謀反，他們加入群眾、向警方開火，很多時候刺刀上還綁著小紅絲帶。人力較少的警方接著也加入軍方與平民的動亂行列。因此，首都近乎完全瓦解的軍力，有效逼使政府的防線崩解。
27日晚間，內閣向皇帝提交辭呈，並提議採臨時的軍事獨裁統治，但俄羅斯的軍方領袖拒絕這個方案。尼古拉此時正與士兵在前線作戰，而親眼目睹俄軍在坦能堡的敗仗。他變得非常洩氣，並意識到示威遊行規模之大的事實；甚至，他為他的生涯感到恐懼。他兒子惡化的健康情形（患有血友病）也讓他陷入困境。尼古拉最終接受失敗，並於3月13日退位，默默的，作為他為他的國家所做的最後一次服務（按照他在他的宣言中聲明），盼望著騷亂終結且為俄羅斯帶來團結與和諧。尾隨而來，三百年的羅曼諾夫王朝的崩潰——尼古拉的弟弟，其隨後應繼承尼古拉的王冠，拒絕繼任皇帝，除非為民選政府的裁決。随后，杜馬代表中的少數派宣佈自己為臨時政府，由溫和改革派李沃夫擔任主席，然而領導重心逐漸移予社會革命黨的亞歷山大·克倫斯基。

## 十月革命
十月革命由弗拉基米爾·列寧領導，並以列寧阐述的卡爾·馬克思的思想、一種被稱為馬克思列寧主義的政治意識為基礎。
1917年11月7日，布爾什維克黨領袖列寧率領他的左翼革命軍向臨時政府發動叛亂（當時俄國仍採用儒略曆，因此當代文獻記載日期為10月25日）。11月12-15日立憲會議選舉舉行，1月6日布黨的軍隊武力解散俄國立憲會議。十月革命在二月時完成了階段性任務，以蘇維埃，勞工與農民組織所推選的地方政府，取代俄國短命的臨時議會政府。自由黨與君主主義者的軍力，零散的組織成了白軍，倏即被派上戰場對抗布爾什維克的紅軍。
蘇維埃成員最初是自由推選的，但許多社會主義革命黨黨員、無政府主義者及其他左翼分子透過蘇維埃以抵制布爾什維克。在布爾什維克明顯於聖彼得堡與莫斯科工業地區以外取得了小幅支持後，他們便禁止非布爾什維克分子加入蘇維埃。其他社會主義者心生厭惡，於是轉而招幕一個「第三派俄國革命」。最顯著的例證是1919年至1921年間的坦波夫叛亂，與1921年3月的克隆斯塔。這些叛亂，其遭遇了大量的困難、缺乏有效的合作，最終在內戰期間，隨著白軍一同瓦解。

## 內戰

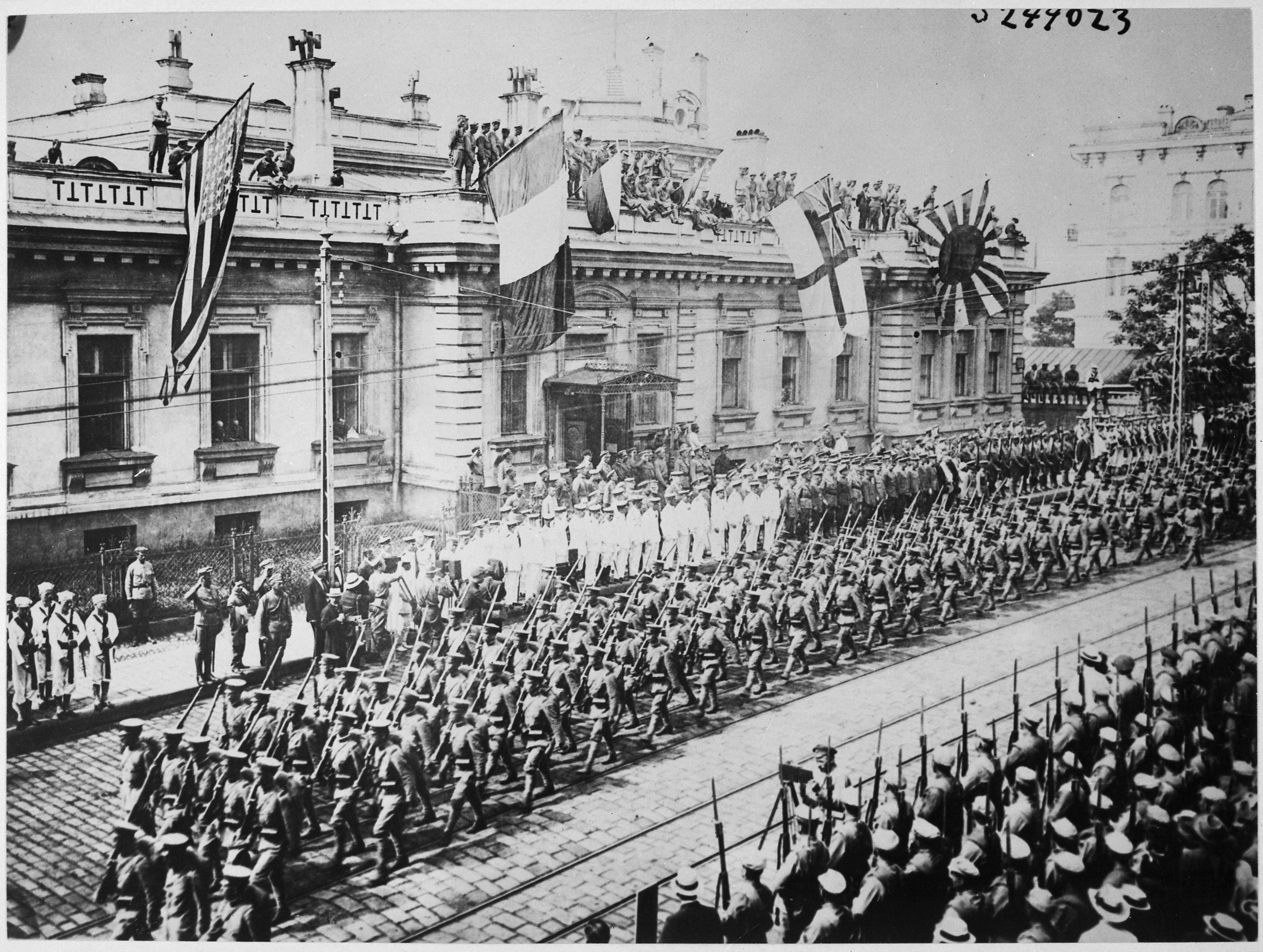
美国、英国和日本军队在符拉迪沃斯托克武装游行，支援白军

1918年、在革命後不久旋即爆發了俄國內戰，不顧其政治取向、為上百萬的人民帶來了死亡與苦難。戰爭主要是由激進共產主義革命者所組成的紅軍（「紅方」），對抗「白方」—君主主義者、保守者、改革支持者與溫和社會主義者，其反對布爾什維克黨的激烈抗爭。白方有英、法、美、日等國的支持。
此外，內戰期間，內斯托爾·馬赫諾率領烏克蘭的無政府主義軍隊——黑軍與布爾什維克三度同盟，每次合作皆終止於其一勢力。然而，在馬克諾的軍隊拒絕併入紅軍後，米哈伊爾·伏龍芝領導的布爾什維克軍力便將之擊潰。另外，所謂的「綠軍」（抵抗敵軍、守護自身財產的農民）亦在戰爭中扮演了輔助角色，其戰場主要於烏克蘭。

## 與其他国家的關聯
列夫·托洛茨基曾言，如沒有世界革命的成功，俄國社會主義的理想不會實現。事實上，俄國革命所引發的革命潮延續到了1923年。然而，德國革命、短命的匈牙利蘇維埃共和國等的相繼失利，似乎沒有馬克思主義運動能成功掌握政權。
這成了各馬克思主義組織及黨派，因其對共產主義歷史相對立的觀點而爭執不休的議題。史達林後來否定了這類想法，发展了一国建成社会主义。
史達林地位的混亂狀態，源自他在1924年列寧死後，成功利用列寧的論點——社會主義需要其他國家的工人才能成功——以順利擊敗黨內的競爭對手：指控他們背叛列寧，並因而背叛了十月革命的理想。

## 年表

### 革命導火線年表
時間與儒略曆相符（俄羅斯使用儒略曆直到1918年）。公曆（或稱格里曆）在十九世紀期間晚了十二天，二十世紀時則晚了十三天。
| 年分    | 事件 |
| ------- | --- |
| 1855    | 俄羅斯皇帝亞歷山大二世開始統治時期。 |
| 1861    | 解放農奴。 |
| 1874–81 | 發展反政府恐怖主義運動及政府反動。 |
| 1881    | 亞歷山大二世遭革命者刺殺；亞歷山大三世繼位。 |
| 1883    | 俄羅斯第一個馬克思主義團體成立。 |
| 1894    | 尼古拉二世開始統治時期。 |
| 1898    | 俄國社會民主工黨的第一次會議。 |
| 1900    | 社會主義革命黨建立。 |
| 1903    | 俄國社會民主工黨的第二次會議。布爾什維克與孟什維克開始分裂。 |
| 1904–05 | 日俄戰爭；俄羅斯戰敗。 |
| 1905    | 俄國1905年革命。 - 一月：血腥星期日，於聖彼得堡。 - 六月：波坦金戰艦起義於奧德薩、黑海（參見電影《波坦金戰艦》）。 - 十月：普遍罷工，彼得格勒苏维埃建立；十月宣言：帝國杜馬選舉的帝國協定。 |
| 1906    | 第一次國家杜馬。首相：彼得·斯托雷平。土地改革開始。 |
| 1907    | 第二次國家杜馬，二月–六月。 |
| 1907    | 第三次國家杜馬，直到1912年。 |
| 1911    | 斯托雷平遇刺。 |
| 1912    | 第四次國家杜馬，直到1917年。布爾什維克 / 孟什維克分裂落幕。 |
| 1914    | 德國向俄羅斯宣戰。 |
| 1915    | 大敗，尼古拉二世命己為總司令。 |
| 1916    | 糧食與燃料短缺且價高。進步聯盟成立。 |
| 1917    | 罷工、叛亂、街頭示威導致了獨裁政府的衰敗。 |

### 革命期間詳細年表
| 格里曆        | 儒略曆        | 事件 |
| ------------- | ------------- | --- |
|               | 一月          | 彼得格勒持續罷工與動盪。 |
|               | 二月          | 二月革命。 |
| 3月8日        | 2月23日       | 國際婦女節：彼得格勒的罷工與示威，數天後持續蔓延。 |
| 3月11日       | 2月26日       | 50名示威者於革命廣場被殺。尼古拉二世使國家杜馬休會，並命令彼得格勒軍區司令官以軍力鎮壓動亂。 |
| 3月12日       | 2月27日       | - 軍隊拒絕向示威者開火，背棄旨令。監獄、法院與警方遭到憤怒的群眾攻擊與洗劫。 - 奧克瑞那（俄国秘密警察組織）大樓發生火警。駐軍參與革命。 - 彼得格勒蘇維埃成立。 - 立憲民主黨的自由主義者成立杜馬臨時委員會。                                                      |
| 3月14日       | 3月1日        | 彼得格勒蘇維埃第一次命令。 |
| 3月15日       | 3月2日        | 尼古拉二世退位。臨時政府在總理李沃夫的領導下成立。 |
| 4月16日       | 4月3日        | 列寧返回俄羅斯。他出版了他的四月提綱。 |
| 5月3日 –4日   | 4月20日 –21日 | 「四月危機」：由工人、士兵等人在彼得格勒與莫斯科街頭，因外交部長米留可夫給協約國的筆記的發表所引起的大規模示威，其被解釋作對舊政府的戰爭政策的支持申明。第一次臨時政府垮臺。                                                                                     |
| 5月18日       | 5月5日        | 第一次聯合政府在社會主義者——蘇維埃領袖的代表——同意加入臨時政府閣員時成立。克倫斯基，唯一一位已在政府中的社會主義者，擔任了戰爭與海軍的部長。 |
| 6月16日       | 6月3日        | 第一次工人與士兵代表的全俄國人會議於彼得格勒舉行，於24日結束。推選蘇維埃中央委員會（VTsIK），由孟什維克黨員及社會主義革命黨員率領。 |
| 6月23日       | 6月10日       | 計劃於彼得格勒舉行的布爾什維克示威運動遭到蘇維埃禁止。 |
| 6月29日       | 6月16日       | 克倫斯基命令向奧匈帝國勢力進攻。僅在初期取得成功。 |
| 7月1日        | 6月18日       | 於彼得格勒進行、為了團結的官方蘇維埃示威遊行，出乎意料的受到布爾什維克的標語的控制：「打倒十名資本主義部長」、「竭盡所能予蘇維埃」。 |
| 7月15日       | 7月2日        | 俄羅斯的進攻勢態落幕。托洛茨基加入布爾什維克黨。 |
| 7月16日 –17日 | 7月3日 –4日   | 「七月危機」；彼得格勒的大規模武裝遊行，受布爾什維克鼓舞，要求「竭盡所能予蘇維埃」。 |
| 7月19日       | 7月6日        | 德國與奧匈帝國反攻。俄羅斯在恐慌中撤退，洗劫捷爾諾波爾。下令逮捕布爾什維克領袖。 |
| 7月21日       | 7月8日        | 李沃夫辭職，克倫斯基擔任總理。 |
| 8月4日        | 7月22日       | 托洛茨基與朗那茄斯基被捕。 |
| 8月6日        | 7月24日       | 以克倫斯基為首的聯合政府成立。 |
| 9月8日        | 8月26日       | 第二次聯合政府落幕。 |
| 9月8日 –12日  | 8月26日 –30日 | 「科爾尼洛夫兵變」。開始於俄羅斯軍隊總司令，拉夫·科爾尼洛夫將軍，要求（或托洛茨基認為是要求）政府給他完整的平民與軍事權力，並將兵力瞄準彼得格勒。 |
| 9月13日       | 8月31日       | 大多數的彼得格勒蘇維埃代表，除了資產階級之外，贊成布爾什維克對成立一個全社會主義政府的決議。 |
| 9月14日       | 9月1日        | 俄羅斯宣告成立共和國。 |
| 9月17日       | 9月4日        | 托洛茨基等人獲釋。 |
| 9月18日       | 9月5日        | 布爾什維克決議政府在莫斯科蘇維埃贏得多數票。 |
| 10月2日       | 9月19日       | 莫斯科蘇維埃推選執行委員會及新主管委員會，其中有過半數的布爾什維克黨員，並選布爾什維克黨員維克多·諾金為主席。 |
| 10月8日       | 9月25日       | 第三次聯合政府成立。布爾什維克在彼得格勒蘇維埃中過半數選定布爾什維克主管委員會，推舉托洛茨基為主席。 |
| 10月23日      | 10月10日      | 布爾什維克中央委員會會議承認武裝起義。 |
| 10月24日      | 10月11日      | 北部地區的蘇維埃會議，直到10月13日。 |
| 11月2日       | 10月20日      | 彼得格勒蘇維埃軍事革命委員會的第一次會議。 |
| 11月7日       | 10月25日      | 發動十月革命，軍事革命委員會指揮武裝工人與士兵攻占彼得格勒的關鍵建築。冬宮於晚上9時40分遭攻擊，並於2時被佔領。克倫斯基逃離彼得格勒。第二次蘇維埃全俄國人會議揭幕。                                                                                               |
| 11月8日       | 10月26日      | 第二次蘇維埃會議：孟什維克黨員及右派社會主義革命黨代表遽然離席，以示抗議先前發生的事件。會議批准將國權交付自己的手中，當地勢力轉讓予當地工人、士兵與農民的蘇維埃代表，廢除死刑，發佈和平法令與國土法令，通過成立全布爾什維克政府，及人民代表大會，任列寧為主席。 |

## 註解
1. ↑  See, for example, Cambridge History of Russia (Cambridge, England, 2006), volumes 2–3.
2. ↑  The scholarly literature on peasants is now very large. Major recent works that examine themes discussed above (and can serve as a guide to older scholarship) Christine Worobec, Peasant Russia: Family and Community in the Post Emancipation Period (普林斯頓, 1955); Frank and Steinberg, eds., Cultures in Flux (普林斯頓, 1994); Barbara Alpern Engel, Between the Fields and the City: Women, Work, and Family in Russia, 1861–1914 (劍橋, 1994); Jeffrey Burds, Peasant Dreams and Market Politics (匹茲堡, 1998); Stephen Frank, Crime, Cultural Conflict and Justice in Rural Russia, 1856–1914 (伯克里, 1999).
3. ↑  Among the many scholarly works on Russian workers, see especially Reginald Zelnik, Labor and Society in Tsarist Russia: The Factory Workers of St. Petersburg, 1855–1870 (史丹福, 1971); Victoria Bonnell, Roots of Rebellion: Workers' Politics and Organizations in St. Petersburg and Moscow, 1900–1914 (伯克里, 1983).
4. ↑  Allan Wildman, The End of the Russian Imperial Army, vol. 1 (Princeton, 1980): 76–80; Hubertus Jahn, Patriotic Culture in Russia During World War I (Ithaca, 1995); Figes, A People's Tragedy, 257–258.
5. ↑  Wildman: The End of the Russian Imperial Army (I), p. 85–89, 99–105, 106 (引用).
6. ↑  "Doklad petrogradskogo okhrannogo otdeleniia osobomu otdelu departamenta politsii" ["Report of the Petrograd Okhrana to the Special Department of the Department of the Police"], October 1916, Krasnyi arkhiv 17 (1926), 4–35 (引用 4).
7. ↑  . Encyclopedia. History.com.   [March 8, 2009]. （原始内容存档于2007-09-27）.
8. ↑  Quoted by Khabalov in his testimony of 22 March 1917, in Padenie tsarskogo rezhima: stenograficheskie otchety doprosov i pokazanii, dannykh v 1917 g. v Chrezvychainoi Sledstvennoi Komissii Vremennogo Pravitel'stva [The fall of the tsarist regime: stenographic reports of interrogations and testimony given in 1917 to the Extraordinary Investigatory Commission of the Provisional Government], ed. P. E. Shchegolev, 7 vols. (Moscow and Leningrad, 1924–1927), 1: 190–91.
9. ↑  Mark Steinberg and Vladimir Khrustalev, Fall of the Romanovs, 50.

## 延伸閱讀

### 當事者描述
- Reed, John. Ten Days that Shook the World（页面存档备份，存于）. 1919, 1st Edition, published by BONI & Liveright, Inc. for International Publishers. Transcribed and marked by David Walters for John Reed Internet Archive（页面存档备份，存于）. Penguin Books; 1st edition. 1980年6月1日. ISBN 0-14-018293-4. 2005年5月14日查閱.
- Serge, Victor. Year One of the Russian Revolution（页面存档备份，存于）. L'An l de la revolution russe, 1930. Year One of the Russian Revolution, Holt, Reinhart, and Winston. Translation, editor's Introduction, and notes © 1972 by Peter Sedgwick. Reprinted on Victor Serge Internet Archive by permission. ISBN 0-86316-150-2. 2005年5月14日查閱.
- Trotsky, Leon. The History of the Russian Revolution（页面存档备份，存于）. Translated by Max Eastman, 1932. Library of Congress Catalog Card Number 8083994. ISBN 0-913460-83-4. 由John Gowland (澳洲), Alphanos Pangas (希臘) and David Walters (美國)轉為網站. Pathfinder Press edition. 1980年6月1日. ISBN 0-87348-829-6. 2005年5月14日查閱.

### 原始資料
- Ascher, Abraham, ed. The Mensheviks in the Russian Revolution (伊薩卡, 1976).
- Avrich, Paul, ed. The Anarchists in the Russian Revolution (伊薩卡, 1973).
- Browder, Robert Paul and Alexander F. Kerensky, eds., The Russian Provisional Government, 1917: Documents. 3 volumes (史丹福, 1961).
- Bunyan, James and H. H. Fisher, eds. The Bolshevik Revolution, 1917–1918: Documents and Materials (史丹福, 1961; first ed. 1934).
- Steinberg, Mark D. Voices of Revolution, 1917. In the series “Annals of Communism,” 耶魯大學出版, 2001. On-line publication of these texts in the Russian original: Golosa revoliutsii, 1917 g. (耶魯大學出版, 2002)

### 其他書籍
- Goldston, Robert, The Russian Revolution, 1966.

## 外部連結
- 俄國革命年表（页面存档备份，存于）－世界歷史資料庫
- 1917年俄國革命[]原始報導，泰晤士報
- 阿夫瑞姆·亞莫林斯基《革命之路：俄羅斯的激進主義世紀》，1956。（页面存档备份，存于） (Avrahm Yarmolinsky, Road to Revolution: A Century of Russian Radicalism)
- 蘇維埃歷史檔案（页面存档备份，存于） 於 www.marxists.org
- 俄國革命檔案 於 www.libcom.org
- 俄國革命年一（页面存档备份，存于），維克多·塞爾吉 (Victor Serge) 網路檔案於馬克思主義線上檔案庫（页面存档备份，存于）。翻譯、編者簡介及註釋 © 1972 由 Peter Sedgwick 提供。2005年4月5日查閱。
- 俄國革命摘要（页面存档备份，存于），1917年俄國革命主要事件及因素的概述。